# Sphecodoptera repanda
Sphecodoptera repanda is een vlinder uit de familie wespvlinders (Sesiidae), onderfamilie Sesiinae.
Sphecodoptera repanda is voor het eerst wetenschappelijk beschreven door Walker in 1856. De soort komt voor in het Palearctisch gebied.